# Saravale, Timiș
Saravale (colocvial: Șarafola; (germană Sarafol; maghiară Sárafalva; sârbă Саравола, Saravola este satul de reședință al comunei cu același nume din județul Timiș, Banat, România.